# Caudatoscelis caudata
Caudatoscelis caudata es una especie de mantis de la familia Amorphoscelidae.

## Distribución geográfica
Se encuentra en el Congo.